# Yeoncheon
Yeoncheon (în coreeană 연천군) este oraș provinciei Gyeonggi-do, Coreei de Sud.